# Ophiomyia alysicarpi
Ophiomyia alysicarpi este o specie de muște din genul Ophiomyia, familia Agromyzidae, descrisă de Mario Bezzi în anul 1928. Conform Catalogue of Life specia Ophiomyia alysicarpi nu are subspecii cunoscute.